# سكوت دارلينغ
سكوت دارلينغ (بالإنجليزية: William Scott Darling)‏ هو كاتب سيناريو ومخرج أمريكي، ولد في 28 مايو 1898 في تورونتو في كندا، وتوفي في 29 أكتوبر 1951 في سانتا مونيكا في الولايات المتحدة بسبب غرق.

## وصلات خارجية
- سكوت دارلينغ على موقع IMDb (الإنجليزية)
- سكوت دارلينغ على موقع ألو سيني (الفرنسية)
- سكوت دارلينغ على موقع أول موفي (الإنجليزية)
- سكوت دارلينغ على موقع قاعدة بيانات الأفلام السويدية (السويدية)
- سكوت دارلينغ على موقع قاعدة بيانات الفيلم (الإنجليزية)
- سكوت دارلينغ على موقع كينوبويسك (الروسية)